# Mutations (Cameroun)
Pour les articles homonymes, voir Mutations.
Mutations, lancé à Yaoundé le 1er juillet 1996, est un quotidien camerounais édité par le groupe South Media Corporation. 

## Organisation
Sa structure hiérarchique présente comme directeur de publication Xavier Messe en remplacement d'Alain Blaise Batongue. Toutefois, C'est Georges Alain Boyomo qui assure la fonction de directeur de publication et de redacteur en chef depuis le 3 avril 2017. Ce quotidien a été mis sur pied en 1996 sous l'initiative de l'assureur Protais Ayangma et de l'universitaire Maurice Kamto. Il est alors dirigé par Haman Mana.

## Historique
Mutations est un quotidien rédigé et publié en langue française. Il paraît tous les jours excepté le Weekend.  
Son premier numéro est lancé à Yaoundé le 1er juillet 1996, sous forme de tabloïd de 16 pages, sous la direction de Haman Mana. Son prix est alors de 300 Fcfa.
En août 2001, son directeur, Haman Mana, avait été placé en détention provisoire, à la suite d'une intervention musclée de la gendarmerie dans les locaux du journal, pour des délits de presse, pour la publication de décrets censés être secret-défense. Le quotidien gouvernemental, le Cameroon Tribune publiait également les mêmes décrets, mais sans problèmes. Par la suite il est soupçonné de malversations financières dans l'entreprise et décide d'emporter tout le matériel de la rédaction pour être autonome. En ce moment[Quand ?] deux publications de Mutations sont dans les kiosques. Le ministre de la communication d'alors, le Pr Ebénézer Njoh-Mouellé, réussit à trouver un terrain d'entente, c'est alors que Haman Mana met sur pied Le Jour.[réf. nécessaire].
En 2008, le journal était tiré à environ 10 000 exemplaires.
En janvier 2011, Emmanuel Gustave Samnick responsable de la rubrique « Sports » de Mutations et directeur de publication du magazine Ndamba quitte le groupe de presse South Media Corporation.
Alors que le journal traverse une grave crise économique – avec des mois d’arriérés de salaires réclamés par les employés –, le directeur de la publication, Xavier Messe, donne sa démission. Georges Alain Boyomo, déjà rédacteur en chef, lui succède et cumule ainsi les deux fonctions. Face aux difficultés économiques, le journal opère depuis quelques années la migration en ligne avec la création d'une page Facebook, un compte Twitter. Une application éponyme a été mise en place. Le journal a également engagé un partenariat avec la plateforme e-kiosque, qui propose la vente et la lecture en ligne de contenus de la presse ordinaire. 